# Фріц Бірмаєр
Фріц Бірмаєр (нім. Fritz Biermeier; 19 травня 1913 — 11 жовтня 1944) — німецький офіцер, штурмбанфюрер СС. Кавалер Лицарського хреста Залізного хреста з дубовим листям.

## Біографія
Член НСДАП (квиток № 4 137 044) і СС (квиток № 142 869). В 1934 році вступив у підрозділи «Мертва голова». Учасник Французької кампанії, командир взводу 1-го піхотного полку СС «Мертва голова» дивізії СС «Мертва голова». З початку 1941 року — ордонанс-офіцер і ад'ютант 2-го батальйону свого полку. Учасник Німецько-радянської війни. Відзначився у боях в Дем'янському котлі, де був важко поранений. Навесні 1942 року повернувся в дивізію і очолив взвод танкового батальйону СС. З квітня 1943 року — командир 5-ї роти, з липня 1943 року — 2-го батальйону 3-го танкового полку СС. Відзначився у боях під Кривим Рогом, де його батальйон знищив 38 радянських танків, не втративши жодного. Був важко поранений у бою і помер від ран.

## Звання
- Анвертер СС (1 листопада 1933)
- Манн СС (9 лютого 1934)
- Штурмманн СС (1 листопада 1935)
- Роттенфюрер СС (25 березня 1936)
- Шарфюрер СС (1 жовтня 1937)
- Гауптшарфюрер СС (26 лютого 1938)
- Унтерштурмфюрер СС (12 березня 1938)
- Оберштурмфюрер СС (20 квітня 1939)
- Гауптштурмфюрер СС (30 січня 1943)
- Штурмбаннфюрер СС (20 квітня 1944)

## Нагороди
- Спортивний знак СА в бронзі
- Почесна шпага рейхсфюрера СС (12 березня 1938)
- Кільце «Мертва голова»
- Медаль «У пам'ять 13 березня 1938 року»
- Медаль «У пам'ять 1 жовтня 1938» із застібкою «Празький град»
- Залізний хрест
  - 2-го класу (22 червня 1940)
  - 1-го класу (7 жовтня 1941)
- Нагрудний знак «За поранення»
  - в чорному (30 січня 1942)
  - в сріблі (8 вересня 1944)
- Нагрудний знак «За танкову атаку»
  - в сріблі (23 березня 1943)
  - 2-го ступеня «25» (1 жовтня 1944)
- Лицарський хрест Залізного хреста з дубовим листям
  - лицарський хрест (10 грудня 1943)
  - дубове листя (№ 685; 26 грудня 1944, посмертно)